# 4453 Bornholm
4453 Bornholm este un asteroid din centura principală, descoperit pe 3 noiembrie 1988 de Poul Jensen.